# Strada A2 (Gran Bretagna)
La strada A2 (in inglese A2 road, anche nota come Dover Road) è una delle principali strade di categoria A britannica che collega Londra a Dover, con una lunghezza complessiva di circa 115,79 chilometri.

## Gestione
La gestione della strada A2 è suddivisa tra più enti, in base alla tratta.
Nel territorio della Grande Londra, tra Borough (nel borgo di Southwark) e il confine con il Kent, in seguito al decreto ministeriale n°1117 del 2000, la gestione è passata all'Autorità della Grande Londra, tramite Transport for London.
National Highways, l'ente responsabile delle principali strade e autostrade in Inghilterra, gestisce la strada A2 in due specifici tratti: il primo compreso tra il confine tra la Grande Londra e il Kent e l'interconnessione con l'autostrada M2 nei pressi di Strood; il secondo tra l’interconnessione con la M2 nei pressi di Boughton e la città di Dover.